# Vía Colectora Babahoyo-Ambato
La Vía Colectora Babahoyo-Ambato (E491) es una vía secundaria  ubicada en las Provincias de Los Ríos, Bolívar, y Tungurahua.

## Características
Esta colectora, de trazado oeste-este, nace en la Troncal de la Costa (E25) en la ciudad de Babahoyo en la Provincia de Los Ríos.  El trayecto por la Provincia de Los Ríos se caracteriza por ser plano en elevación.  Al este de Babahoyo, la Vía Colectora Babahoyo-Ambato (E491) pasa por la localidad de Montalvo antes de llegar a la frontera entre las Provincias de Los Ríos y Bolívar.

Una vez en la Provincia de Bolívar, la Vía Colectora Babahoyo-Ambato (E491) pasa por la localidad de San Miguel donde cambia su rumbo hacia el nororiente para ascender la Cordillera del Chimbo (ramal occidental de la Cordillera Occidental de los Andes). Una vez cruzada la Cordillera del Chimbo, la carretera se desplaza en sentido nororiental bordeando al Río Chimbo en la hoya del mismo nombre hasta llegar a la ciudad de Guaranda. En Guaranda, la carretera conecta con el término occidental de la Vía Colectora Guaranda-Chimborazo (E492) que se extiende hacia la ciudad de Riobamba al nororiente. Más allá de Guaranda, la colectora continua en sentido nororiental y empieza a ascender la Cordillera Occidental de los Andes hasta llegar al arenal del Volcán Chimborazo en el límite interprovincial Bolívar/Tungurahua.

En la Provincia de Tungurahua, la Vía Colectora Babahoyo-Ambato (E491) cruza el área norocciental del arenal del Volcán Chimborazo para luego empezar a descender a la Hoya del Patate (valle interandino) bordeando el cauce del Río Ambato.  Una vez en la hoya, la colectora mantiene su rumbo nororiental hasta finalizar su recorrido en la ciudad de Ambato.

## Localidades destacables
De oeste a este:
- Babahoyo, Los Ríos
- San Miguel, Bolívar
- Guaranda, Bolívar
- Ambato, Tungurahua

- Datos: Q1843080